# 世田谷区教育会館
世田谷区教育会館（せたがやくきょういくかいかん）は、東京都世田谷区弦巻3丁目16番8号にある施設である。

## 施設

### 世田谷区中央図書館
教育会館1階および地下1階に世田谷区中央図書館が配置されている。

### プラネタリウム
教育会館1階に配置されている。
新型コロナウィルス対策のため、定員は70名。